# Adam Walsh
Adam John Walsh (14 de noviembre de 1974 - fallecido probablemente el 27 de julio de 1981) fue un niño estadounidense secuestrado en el interior de un centro comercial de Hollywood, Florida, el 27 de julio de 1981, y después encontrado asesinado. Aunque el asesino en serie Ottis Toole confesó y retractó en múltiples ocasiones al asesinato del menor, esto nunca fue probado en su momento.
La muerte de Adam tuvo difusión nacional, y el padre de Adam, John Walsh, se convirtió después en un abogado especializado en asesorar a víctimas de crímenes violentos y fue organizador del programa de televisión America's Most Wanted.

## Secuestro
A mediodía del 27 de julio de 1981, la madre de Adam, Revé, le permitió a su hijo mirar a un pequeño grupo de muchachos mayores que jugaban a los videojuegos en la tienda Sears, en un centro comercial de Hollywood, Florida, mientras ella se alejaba unos cuantos pasillos para ir a comprar una linterna. Cuando Revé volvió a la sección de videojuegos, se asustó por no encontrar allí a Adam. Solicitó que se anunciara por los altavoces de la tienda que se acercara a uno de los mostradores de atención al público. Revé afirmaría después que ella no tenía la confianza de que su hijo pudiera localizar tal mostrador. Adam y su madre nunca se reunieron. Hay quienes afirman que una joven quien trabajaba como guardia de seguridad en ese momento echó a los muchachos del local por el desorden que provocaron, por lo que se cree que tal vez Adam se desconcertó y creyó que también tenía que salir. Los investigadores piensan que Adam habría sido equivocadamente ligado a este grupo de adolescentes que estaban causando el disturbio y que luego abandonó el local. Se sospecha que a Adam lo secuestraron cerca de la parte exterior de la tienda, luego que los muchachos se marcharon. 
La noticia de la desaparición de Adam corrió por todos los medios de comunicación locales de Florida tanto en televisión como en periódico y por radio en un intento por conseguir pistas que pudiesen dar con el paradero del niño. A pesar de los esfuerzos de las autoridades y de los cientos de voluntarios esto resultó sin éxito alguno. Un par de semanas después la cabeza decapitada de Adam fue hallada por dos pescadores dentro de un canal ubicado en Vero Beach, Florida, el 10 de agosto de 1981; el resto de su cuerpo nunca se recuperó. La oficina del alguacil del condado Indian River confirmaría la noticia horas después. 
Cuando la familia Walsh intentó demandar a la empresa Sears, estos demandaron en contra. Los Walsh desistieron de los cargos. La tienda Sears operó dentro del centro comercial Hollywood Mall hasta 1989, luego el local permaneció vacío hasta que fue demolido en 1990 y reabierto en octubre de 1992 como Target. El resto del centro comercial Hollywood Mall fue demolido en 1998 construyéndose un nuevo centro comercial conocido como Hollywood Hills Plaza.

## Consecuencias
El secuestro y asesinato motivaron al padre de Adam, John Walsh, para convertirse en abogado para los derechos de víctimas y ayudó a la formación del Centro Nacional para Niños Perdidos y Abusados (National Center for Missing and Exploited Children, NCMEC en sus siglas en inglés). Como resultado de su labor, colaboró en la creación del programa de televisión “America's Most Wanted”.
En aquel 1981, era imposible que agencias como el FBI o el Departamento de Justicia de los EE. UU. se viesen involucrados en el caso de un individuo desaparecido ya que no había una colaboración directa entre agencias gubernamentales y departamentos de policías locales. El FBI en aquel entonces sí contaba con una base de datos que guardaba la información sobre vehículos robados, armas de fuego registradas (robadas) y hasta información de caballos y ganado doméstico, a pesar de esto la base de datos del FBI no era capaz de localizar a menores de edad desaparecidos. El FBI y el congreso de los EE. UU. aún insistían en que casos de este tipo permanecieran como asunto exclusivo de los departamentos de policía local.
Como consecuencia del incidente, se creó el Code Adam (código Adán), que es un procedimiento para localizar niños que se reportan como perdidos en cualquier local comercial, y que luego fue implementado por otras empresas, entre ellas, Walmart.
El Congreso norteamericano aprobó la Adam Walsh Child Protection and Safety Act (Ley de protección y seguridad de niños, Adam Walsh) el 25 de julio de 2006, y el presidente G. W. Bush la firmó el 27 de julio de 2006. La ceremonia de firma de la ley tuvo lugar en el jardín Sur de la Casa Blanca, donde los líderes de todos los espectros políticos se unieron a John y Revé Walsh. La ley instituyó una base de datos nacional de pedófilos condenados, aumenta las sanciones para los delitos sexuales y violentos contra los niños, y crea canales de acción para los abusadores de niños y de aquellos que atentan contra ellos.

## Sospechosos
Nadie se ha declarado culpable del asesinato de Adam Walsh, aunque en 1983 Ottis Toole confesó en varias ocasiones su culpabilidad, sin embargo también se retractó reiteradamente. Toole nunca fue enjuiciado por el caso, pero las investigaciones afirman que proporcionó descripciones aparentemente exactas respecto de cómo se había cometido el crimen. En el momento de su confesión Toole ya estaba encarcelado en Florida por otros delitos como robos y asaltos e incluso actos de brujería. La policía investigó a Toole, pero no se encontraron evidencias relevantes para incriminarle, y, debido al paso del tiempo, las posibles pruebas que hubiera ya se habrían perdido. El automóvil que Toole conducía (un Cadillac color blanco del año 1971) y que habría sido usado en el secuestro, fue hallado abandonado en 1983. A través de una confesión comprometedora, según Toole golpeó, torturó y decapitó con un machete al menor en el asiento derecho trasero del vehículo. Dentro del coche se encontraron rastros de sangre, aunque entonces no existían pruebas de ADN, lo que pudiera haber servido como evidencia vital en el caso. En 1994, el FBI y la policía estatal de Florida archivaron el caso y el automóvil fue completamente restaurado y vendido después, perdiéndose así cualquier esperanza en resolver el caso. En septiembre de 1996 Toole murió en prisión mientras cumplía sentencia de por vida por otros crímenes. Tiempo después, la sobrina de Toole le dijo a John Walsh que su tío le confesó en su lecho de muerte el asesinato de Adam. Sin embargo, la confesión de Toole fue vista por muchos con escepticismo, dado que él y Henry Lucas (otro condenado) confesaron o se implicaron en por lo menos 200 homicidios diferentes, en muchos de los cuales se acreditó que no tuvieron participación alguna.
Jeffrey Dahmer, arrestado en Wisconsin en 1991 después de matar más de una docena de hombres y adolescentes, también fue vinculado como uno de los sospechosos en el asesinato de Adam Walsh. Durante muchos años se pensó que podría existir un nexo entre Dahmer y el caso, pero las sospechas se consolidaron y se extendieron a principios de 2007: se supo que Dahmer estaba viviendo en Miami Beach en el momento que Adam fue asesinado y dos testigos le identificaron por haber estado en el centro comercial el día que Adam fue secuestrado. Dahmer gustaba de encontrarse con hombres jóvenes y adolescentes, y su modus operandi incluía la decapitación de sus víctimas. Sin embargo, John Walsh afirmó que no había visto ninguna evidencia que vincule el caso de su hijo con el asesino en serie Jeffrey Dahmer, y todavía creía que su hijo fue asesinado por Ottis Toole.

## Películas
La desaparición de Adam y la lucha de su familia fueron llevados a la televisión en una película basada en los hechos y consecuentemente estrenándose el 10 de octubre de 1983 en la cadena de televisión NBC, con los actores Daniel J. Travanti y JoBeth Williams interpretando al matrimonio Walsh, los padres de Adam. La cinta fue filmada en el verano de ese año en Houston. La Familia Walsh aparece al término de está dando un mensaje de conciencia a padres de familia sobre como prevenir este tipo de situaciones a través de una buena colaboración con los departamentos de policía. La película fue retransmitida múltiples veces entre 1984 y 1985. En 1986, a la película “Adam” le siguió como secuela “Adam: su canción continúa”. El verdadero John Walsh aparece al final de la serie America's Most Wanted, para publicar fotografías de otros niños secuestrados.

## Fin y cierre del caso
El 16 de diciembre de 2008, la policía de Hollywood, Florida cerró el caso luego de comprobar mediante exámenes médicos y dentales, que Ottis Toole era el verdadero culpable del asesinato del menor Walsh. A pesar de las pruebas, Ottis Toole ya había fallecido el 15 de septiembre de 1996. John Walsh, el padre del menor fallecido se mostró agradecido que al fin después de 27 años se descubriera la verdad; dijo a la prensa: "Él ya no estará con nosotros, pero sé que está en algún lugar mejor... por favor no pierdan la esperanza".